# Квас Валерій Степанович
Квас Валерій Степанович (нар. 25 липня 1936, Київ, УРСР, СРСР — 7 листопада 2004, Москва, Росія)  — радянський і український кінооператор.

## Біографія
Народ. 1936 р. в Києві в родині службовця.
Закінчив операторський факультет Всесоюзного державного інституту кінематографії (1961, викл. Б. Волчек).
Працював на студіях «Білорусьфільм» і «Ленфільм».
З 1964 р — оператор-постановник Київської кіностудії ім. О. П. Довженка.
Був членом Національної спілки кінематографістів України (з 1971).

## Фільмографія
Зняв стрічки:
- «Карти» (1964, к/м, реж. Р. Сергієнко)
- «До світла!» (кіноальманах): «Панталаха» (1966)
- «Дитина» (1967, к/м, реж. М. Мащенко)
- «Камінний хрест» (1968, реж. Л. Осика. Диплом за найкращу операторську роботу III Всесоюзного кінофестивалю, Ленінград, 1968)
- «Захар Беркут» (1971, реж. Л. Осика. Головний приз, спеціальний диплом за оригінальну операторську роботу, кінофестиваль «Молодь — молодим», Дніпропетровськ, 1971)
- «Дід лівого крайнього» (1973, реж. Л. Осика)
- «Микола Реріх» (1975, док. фільм, реж. Р. Сергієнко)
- «Море» (1978, 2 а, реж. Л. Осика)
- «Мільйони Ферфакса» (1980, реж. М. Ільїнський)
- «Сімейне коло» (1979, реж. В. Довгань)
- «Ще до війни» (1982, т/ф, реж. Б. Савченко)
- «Закон Вернадського» (1984, док. фільм, реж. Р. Сергієнко)
- «Вклонись до землі» (1985, реж. Л. Осика)
- «Ігор Саввович» (1986, т/ф, 3 с, реж. Б. Савченко)
- «Ціна голови» (1991, реж. М. Ільїнський)
- «Королева Марго» (1996—1997, телесеріал, Росія; 2-й оператор у співавт.; реж. О. Муратов) та ін.